# Simion Sanielevici
Simion Sanielevici (n. 4 august 1870, Botoșani, România – d. 12 august 1963, Klagenfurt, Austria) a fost un academician român, de origine evreiască, matematician, membru de onoare (1948) al Academiei Române.
Studii primare și liceale (1881-1889) la Botoșani, în primii ani de școală coleg cu Nicolae Iorga.
Studiile universitare le-a urmat la Facultatea de Științe a Universității din București, cu specializare la Paris.
A efectuat cercetări importante în domeniul ecuațiilor diferențiale, integrale și integrofuncționale.
A fost tatăl fizicianului Alexandru S. Sanielevici.

## Distincții
- Ordinul Muncii clasa I (21 august 1954) „pentru merite deosebite pe tărîmul construcției de stat, economice, sociale și culturale, cu ocazia celei de a zecea aniversări a eliberării patriei noastre”[5]